# マッツァル国立公園
マッツァル国立公園（-こくりつこうえん、エストニア語: Matsalu rahvuspark）はエストニア・ラーネ県にある国立公園であり、また自然保護区でもある。ヨーロッパにおいて渡り鳥が秋を過ごすのに最も重要かつ大規模な場所の一つである。

## マッツァルの歴史

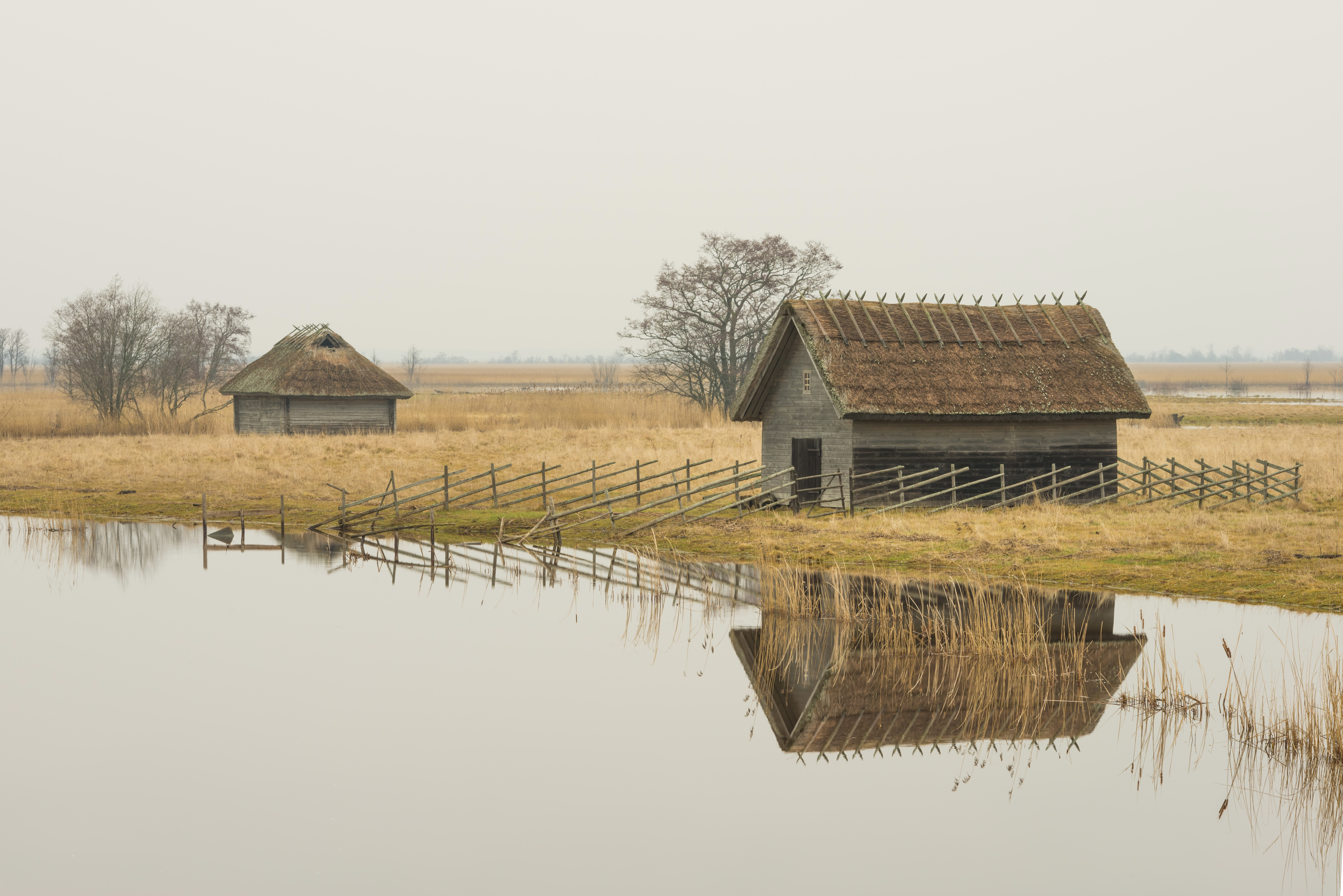

マッツァルの地において初の科学的な調査が行われたのは1870年頃のことで、タルトゥ大学で自然史博物館のキュレーターを務めていた、ヴァレリアン・ルソー（Valerian Russow）がマッツァル湾近郊の鳥類の概要を示したのが最初である。1928年から1936年にはエーリック・クマリ（Eerik Kumari）がマッツァルの鳥類を調査し、この地を鳥類保護区にすることを提言した。

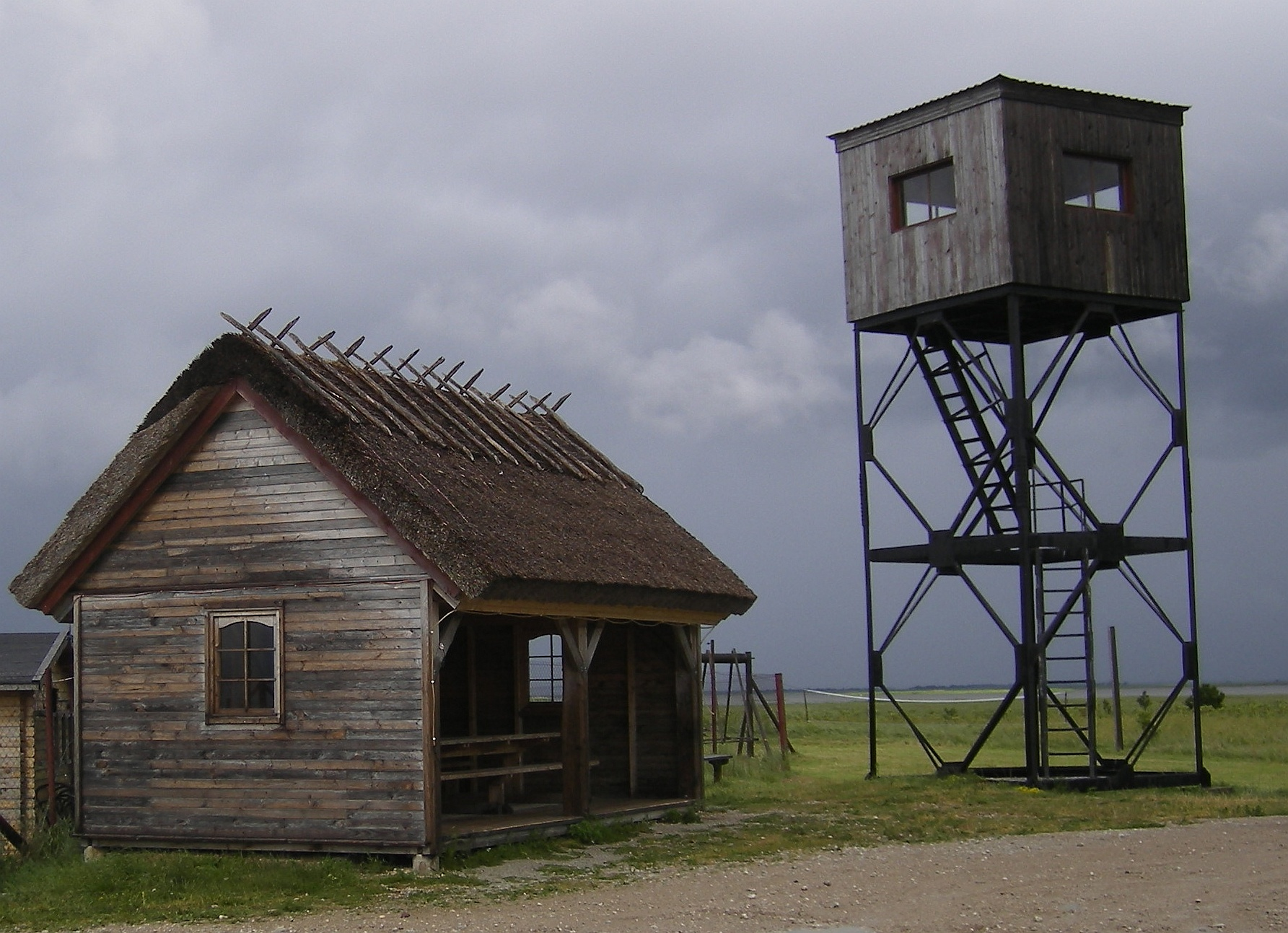
ケーム鳥類観察塔（Keemu bird watching tower）

1945年には科学的調査は正式なものとなり、エストニア科学アカデミーの植物学および動物学の研究基地がPenijõeに設立された。
そして1957年にマッツァル自然保護区は設立された。目的は主に鳥類の巣作り、換羽（羽毛の生え替わり）、渡りの保護などである。初の常勤者である管理者や科学者は翌1958年から勤務を開始した。Penijõe研究基地の業務は新たに作られた自然保護区の管理センターに引き継がれた。鳥類標識調査（鳥に個体識別のための足輪を装着し、行動範囲を追跡調査する手法）の管理を行う鳥類標識調査センター（エストニア語: Rõngastuskeskus）もまたPenijõeに置かれた 。
1976年、マッツァルは「特に水鳥の生息地として国際的に重要な湿地に関する条約」（ラムサール条約）登録湿地に加えられた。
2003年には、欧州評議会からマッツァル自然保護区における多数の鳥類や他の種の生息に関する多様性の維持に成功している事が評価され、欧州自然保護地域賞（European Diploma of Protected Areas）を受賞した。これはエストニアで最初にして唯一のことである。
2004年にはこれまでの自然保護区の領域がマッツァル国立公園として格上げされた。

## マッツァルの自然

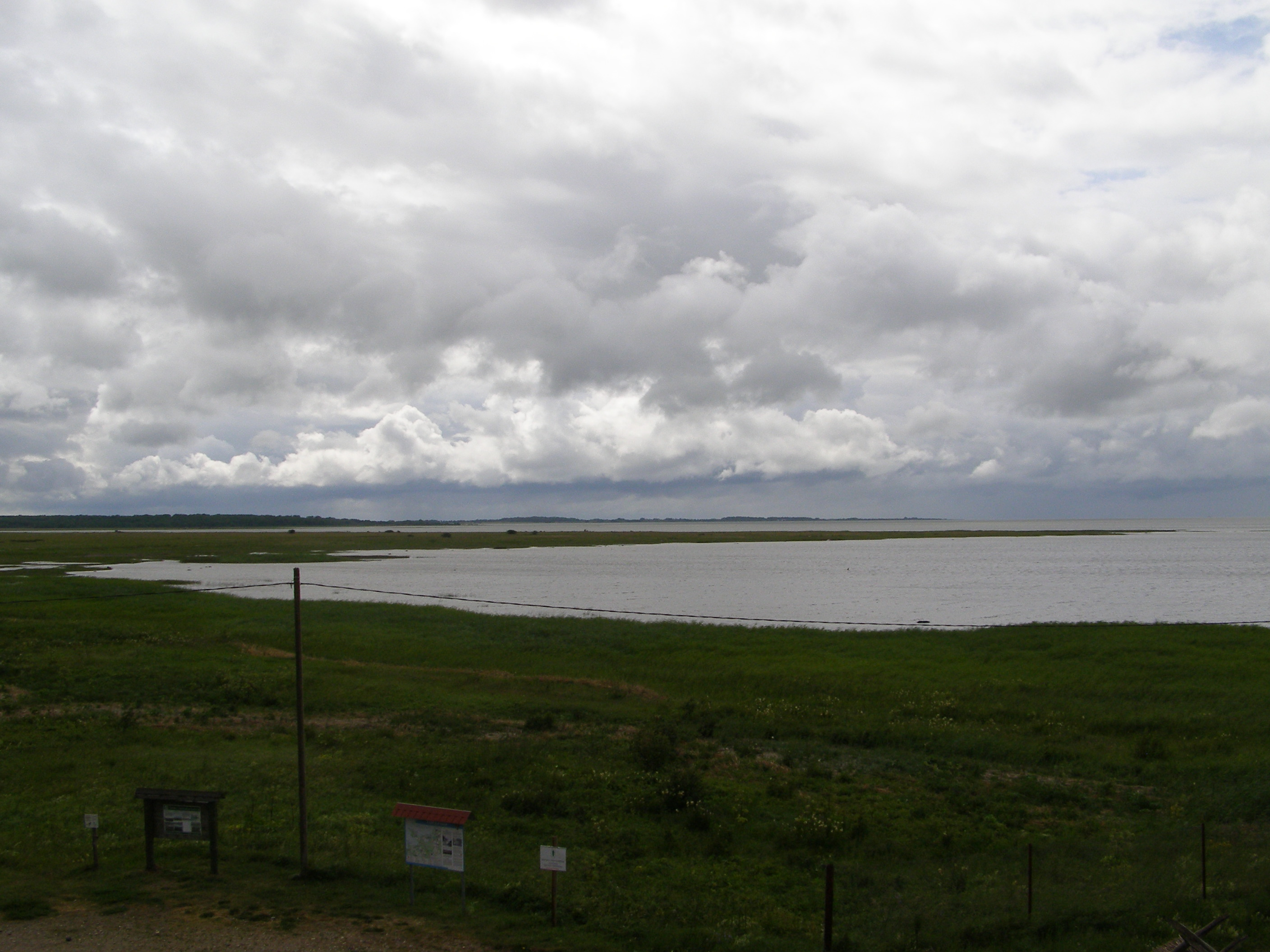
ケーム鳥類観察塔からのマッツァル湾の眺望

マッツァル国立公園は、カサリ川と周囲のデルタ地帯に加えて、マッツァル湾を取り囲む486.6km2の陸地と水域の範囲に及ぶ。それらには氾濫原、沿岸の草原、ヨシ原、森林地帯、そして40以上の島々がある、湾に面したヴァイナメリ海の一部からなる。
マッツァル湾は浅くて、塩分は薄く、栄養分に富んでいる。湾の奥行きは18kmであり、幅は6kmである。平均水深はわずか1.5mしかなく、最大水深でも3mに過ぎない。
カサリ川はマッツァル湾に流れ込むいくつかの川の中で、最大のものである。カサリ川のデルタ地帯は1930年から1960年に行われた浚渫により、天然の状態から改変されている。主要な流路を囲んでいるヨシとイグサからなる湿原は、毎年西へ100m拡大している。

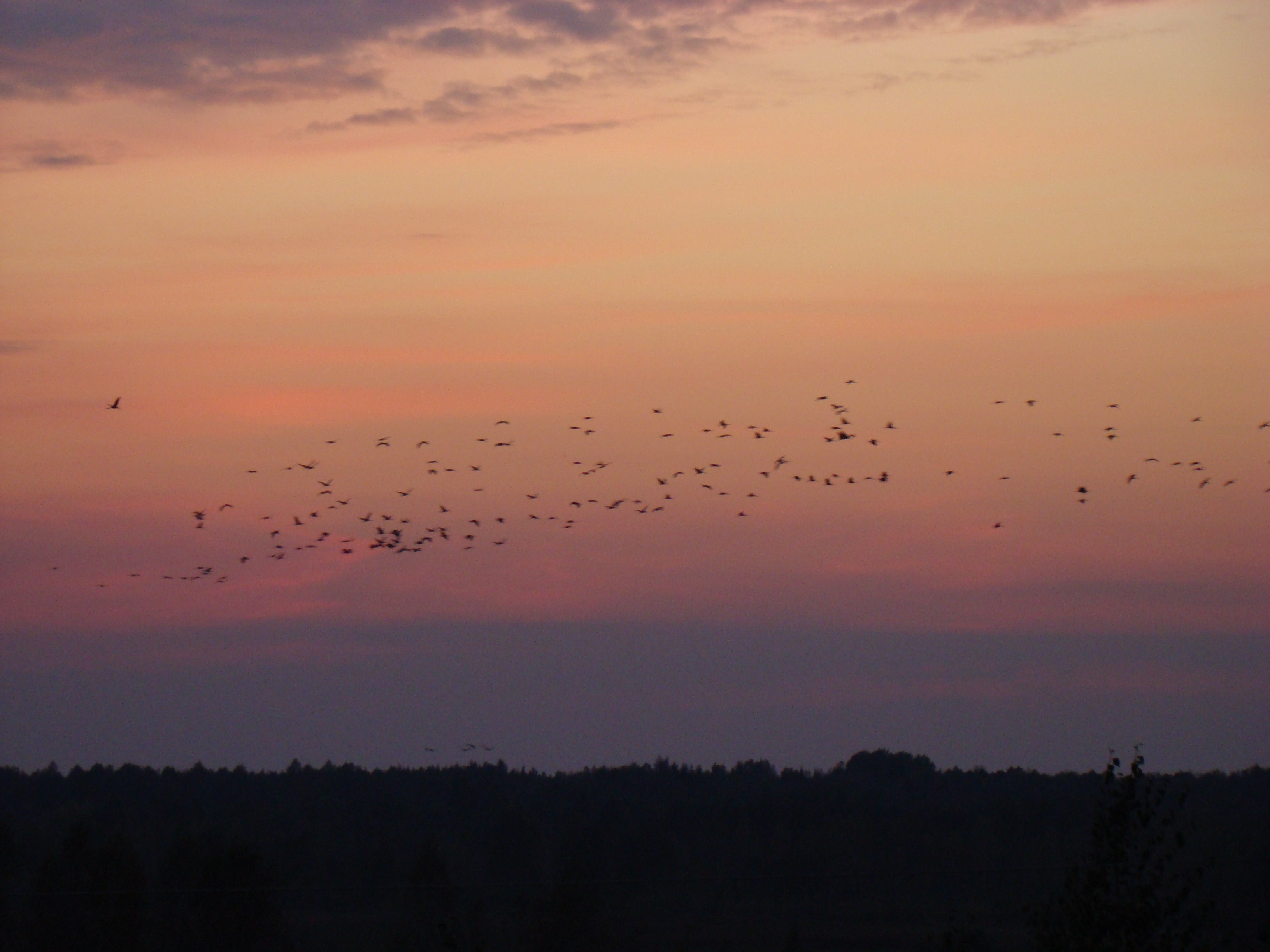
飛行中のクロヅルの群れ

川は3,500km2以上の流域から、栄養分に富んだ沈殿物を湾内に運び込む。沈殿物は川の河口に堆積し、それはヨシ原の拡大の要因となっている。マッツァルでは合計275種の鳥類が記録された。それらのうち175種はこの地で巣を作り、33種は移動途中の水鳥である。ノーザンパイク、ヨーロピアンパーチなどの49種の魚類と47種の哺乳類、それに加えて772種の維管束植物が記録されている。
毎年春に200万羽以上の水鳥（10,000-20,000羽のコハクチョウ、10,000羽のスズガモ、ホオジロガモ、キンクロハジロ、カワアイサおよびカリガネなどのその他多数の種）がマッツァルを通過する。最大で20,000羽に達するカオジロガンの群れ、20,000羽以上のハイイロガン、そして数千羽の渉禽類は沿岸の牧草地で羽を休める。もっとも多数（約160万羽）を占める渡り鳥はコオリガモである。おおよそ35,000-40,000羽のカモ類はヨシ原で春のひとときを過ごす。
秋になると、約30万羽の水鳥がマッツァルを通過していく。マッツァルの湿地は、クロヅルのヨーロッパ最大の飛来地として知られている。クロヅルのいままで記録された中で最大の数は23,000羽であった。

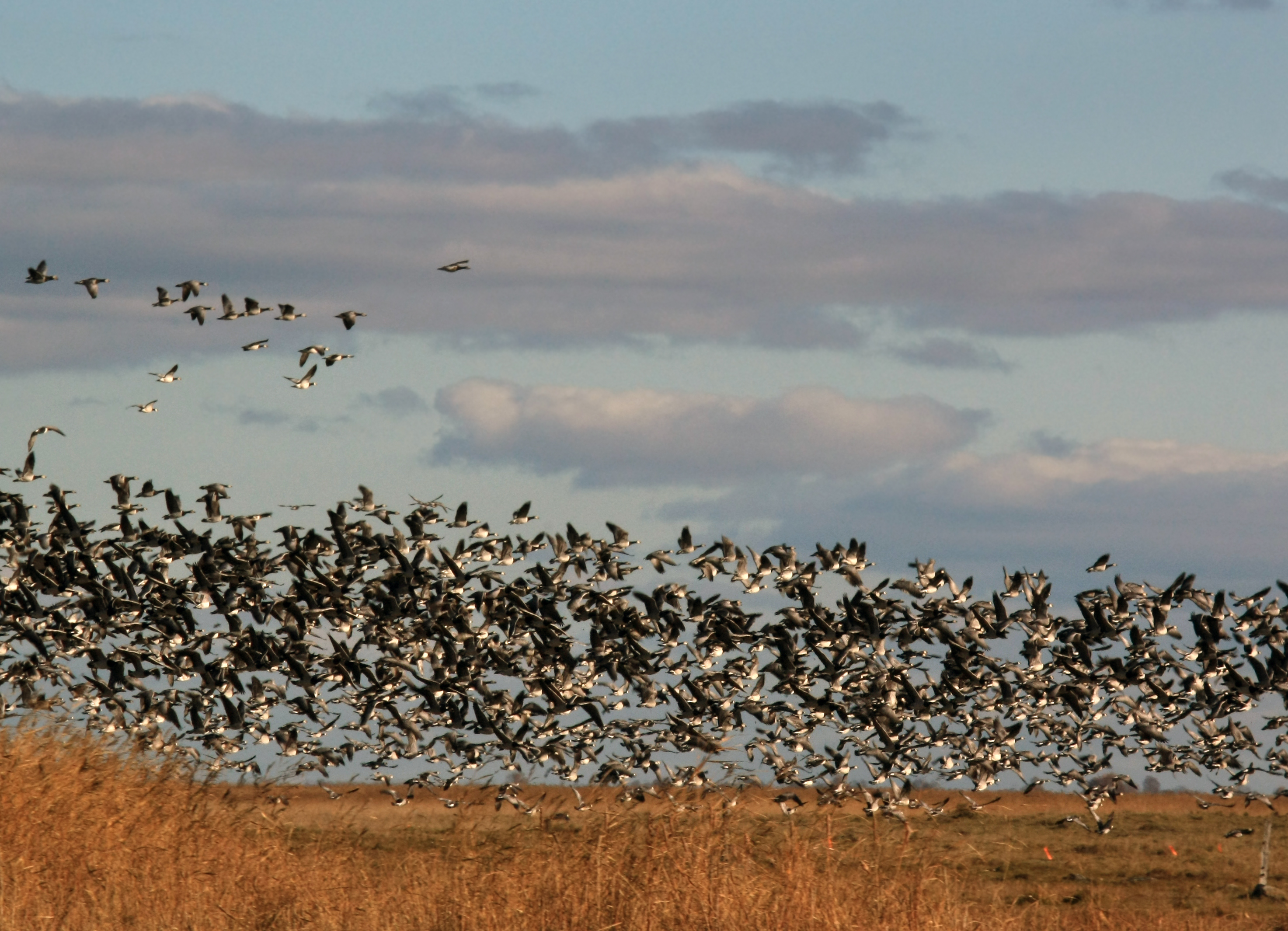

## マッツァル国際自然映画祭
マッツァル国際自然映画祭（エストニア語: Matsalu loodusfilmide festival）は毎年秋にリフラ（Lihula）という街の近郊で催される。映画祭は非営利団体MTÜ Matsalu Loodusfilmide Festivalによって組織され、2003年の後半に企画された。
最初の映画祭は2003年10月3日から5日にかけて、7カ国から23本の映画が互いに競い合った。その年は2,500人以上の観客が訪れた。2回目は2004年の9月23日-25日に開催され、14カ国から35本の映画と、5,000人以上の観客が集まった。3回目は2005年の9月22日-25日の4日間開催され、16カ国から39本の映画と、7,000人以上の観客が集まった。こうして2007年まで毎年開催され、回を重ねる毎に規模が大きくなっている。